# Karl Faubel
Karl Faubel (Lebensdaten unbekannt) war ein deutscher Fußballspieler.

## Karriere
Faubel gehörte dem TSV 1860 München als Stürmer an, für den er in den vom Verband Süddeutscher Fußball-Vereine organisierten Meisterschaften Punktspiele bestritt.
Zunächst kam er von 1913 bis 1915 in der zweitklassigen Bezirksliga zum Einsatz, bevor sein Verein in der Saison 1915/16 das gegen den 1. FC Nürnberg verlorene Finale um die Ostkreismeisterschaft mit 0:4 verlor; in der seinerzeit regional höchsten Spielklasse kam er bis 1919 zum Einsatz.
Von 1919 bis 1923 kam er in der Kreisliga Südbayern zum Einsatz. Nach zwei zweiten Plätzen schloss er mit seiner Mannschaft am Saisonende 1921/22 die Abteilung I punktgleich mit dem FC Bayern München ab, sodass das am 21. Januar 1922 notwendig gewordene Entscheidungsspiel um Platz 1 mit 1:0 gewonnen wurde, das Kreisfinale gegen den Sieger der Abteilung II, dem FC Wacker München nach Hin- und Rückspiel im Gesamtergebnis jedoch mit 3:8 verloren wurde. Die Folgesaison wurde erneut als Zweitplatzierter hinter dem FC Bayern München abgeschlossen.
Von 1923 bis 1927 spielte er in der leistungsdichteren und nicht in Kreisen unterteilten Bezirksliga Bayern. Nach drei fünften Plätzen, belegte er mit seiner Mannschaft den zweiten Platz, der – nachdem das Entscheidungsspiel um Platz 2 mit 2:0 gegen den FC Wacker München gewonnen wurde – zur Teilnahme an der Runde der Zweiten innerhalb der Endrunde um die Süddeutsche Meisterschaft berechtigte. Das sich anschließende Entscheidungsspiel dritter Teilnehmer an der deutschen Fußballmeisterschaft gegen den Drittplatzierten der Finalrunde, dem FSV Frankfurt, wurde am 24. April 1927 mit 2:0 gewonnen. Aufgrund dieses Erfolges nahm er mit dem TSV 1860 München an der Endrunde um die Deutsche Meisterschaft teil. Sein Debüt krönte er am 8. Mai 1927 auf der Kampfbahn Rote Erde in Dortmund beim 3:1-Sieg über den FC Schalke 04 mit allen drei Toren seiner Mannschaft. Danach kam er im Viertel- und Halbfinale am 22. und 29. Mai 1927 im heimischen Heinrich-Zisch-Stadion beim 3:0-Sieg über den VfB Leipzig und bei der 1:4-Niederlage beim 1. FC Nürnberg zum Einsatz, gegen den er das Tor zum 1:3 in der 78. Minute erzielte.
Seine letzten beiden Spielzeiten bestritt er in der Gruppe Südbayern, neben der Gruppe Nordbayern eine von zwei Gruppen, zu der der Verband Süddeutscher Fußball-Vereine zurückgekehrt war. Als Zweitplatzierter war seine Mannschaft in der Gruppe Südost der Runde der Zweiten/Dritten innerhalb der Endrunde um die Süddeutsche Meisterschaft spielberechtigt, schloss diese jedoch nur als Drittplatzierter ab, wie auch in seiner letzten Saison, nachdem die Gruppe Südbayern als Drittplatzierter abgeschlossen wurde.